# Терехово (Бабушкинский район)
Терехово — деревня в Бабушкинском районе Вологодской области.
Входит в состав Рослятинского сельского поселения (с 1 января 2006 года по 8 апреля 2009 года входила в Жубрининское сельское поселение), с точки зрения административно-территориального деления — в Жубрининский сельсовет.
Расстояние до районного центра села имени Бабушкина по автодороге составляет 113 км, до центра муниципального образования Рослятино по прямой — 25 км. Ближайшие населённые пункты — Бабья, Мумаиха, Горка.
Население по данным переписи 2002 года — 4 человека. На 2018 г проживает два человека.